# 中村夏葉
中村 夏葉（なかむら なつよ）は神奈川県出身の撮影技師。

## 来歴
日本映画学校（現・日本映画大学）卒業後、篠田昇、小林達比古らの撮影助手として「スワロウテイル」(1996年/岩井俊二監督)、「源氏物語 あさきゆめみし Lived i a Dream」(2000年/三枝健起監督)、「真夜中まで」（2001年/和田誠監督）、などの映画、また多くのCMに参加。2005年に映画「三年身籠る」で撮影技師デビュー。

## 撮影映画
- シュガースウィート (2001年)
- 三年身籠る (2005年 監督：唯野未歩子)
- 幸福のスイッチ (2006年 監督：安田真奈)
- 音符と昆布 (2008年 監督：井上春生)
- あたしたちの桃色日記 (2009年 監督：井上博貴)
- どんぐり兄弟の梅干 (2009年 監督：井上博貴)
- コトバのない冬 (2010年 監督：渡部篤郎)
- ACACIA (2010年 監督：辻仁成)
- 遠くの空 (2010年 監督：井上春生)
- 怪談新耳袋　異形 (2012年 監督：井口昇)
- ユダ JUDAS (2013年 監督：大富いづみ)
- その後のふたり (2013年 監督：辻仁成)
- 醒めながら見る夢 (2014年 監督：辻仁成)
- でーれーガールズ (2015年 監督：大九明子)
- 流れ星が消えないうちに (2015年 監督：柴山健次)
- 空人 (2015年 監督：小沼雄一)
- 私をくいとめて (2020年 監督：大九明子)
- ウェディング・ハイ (2022年 監督：大九明子)